# Scenario di test
Lo Scenario di test è un'attività di Collaudo del software che utilizza gli scenari: storie ipotetiche che aiutano il collaudatore a lavorare ad un problema complesso o a testare un sistema. Lo scenario di test ideale è una storia credibile, complessa, avvincente o motivante, il quale esito sia facile da valutare. Questi test sono solitamente diversi dai casi di test in quanto questi sono singoli passi, mentre uno scenario copre un certo numero di passi.

## Storia
Kaner coniò il termine scenario di test nell'ottobre 2003. Era già stato coautore di un libro di collaudo del software, tenuto conferenze sul soggetto, ed era un consulente per il testing. DIchiarò che uno degli aspetti più difficili del collaudo era la manutenzione di casi di test passo-a-passo e dei risultati attesi. Il suo lavoro cercava di trovare una strategia per ridurre il rilavoro di test redatti in modo complesso ed incorporarne in modo semplice i casi d'uso.
Pochi mesi dopo, Buwalda scrisse di un simile approccio che lui utilizzò, chiamato "soap opera testing". Come nelle soap opera televisive, questi test erano esagerati nel numero di attività e condensati in termini di tempo. La chiave per entrambi gli approcci era evitare istruzioni per i test passo-a-passo con risultati attesi, sostituendoli invece con racconti che dessero la libertà al collaudatore, confinandone allo stesso tempo l'ambito.

## Metodi

### Scenari di sistema
Secondo questa metodologia, vengono utilizzati come scenari esclusivamente attività utente che coprano diversi componenti del sistema.

### Scenari basati su casi d'uso e ruoli d'uso
Questa metodologia si focalizza su come utenti con diversi ruoli ed in diversi ambienti utilizzeranno il sistema.